# Andrey Fyodorov
Andrey Vitalyevich Fyodorov, também grafado como Fedorov- em russo, Андрей Витальевич Фёдоров (Fergana, 10 de abril de 1971) é um ex-futebolista e treinador de futebol uzbeque que atuava como zagueiro. Atualmente comanda o Kazanka Moscou.

## Carreira
Em sua carreira de 19 anos como jogador, Fyodorov defendeu Avtomobilist Kokand e Neftchi Farg'ona em seu país, mas foi na Rússia que jogou por mais tempo (11 anos), defendendo Spartak Alania, Baltika Kaliningrado e Rubin Kazan, onde foi campeão nacional em 2008, quando atuou em uma única partida na campanha antes de sua aposentadoria ao final da temporada.
Virou treinador em 2012, comandando o time B do Rubin de forma interina. Passou ainda por Neftchi Farg'ona (auxiliar e técnico), Lokomotiv Tashkent, Uzbequistão (auxiliar-técnico) e Kazanka Moscou.

## Seleção Uzbeque
Pela Seleção Uzbeque, Fyodorov disputou 65 partidas e marcou 7 gols entre 1996 e 2004, tendo participado de 3 edições da Copa da Ásia, em 1996, 2004 e 2004, além de ter vencido os Jogos Asiáticos em 1994.

## Títulos
Neftchi Farg'ona
- Campeonato Uzbeque: 1992, 1993, 1994, 1995
- Copa do Uzbequistão: 1994, 1996

Rubin Kazan
- Primeira Divisão Russa: 2002
- Premier League Russa: 2008

Seleção Uzbeque
- Jogos Asiáticos: 1994